# Zones non interconnectées au réseau métropolitain continental
 (août 2023).
Si vous disposez d'ouvrages ou d'articles de référence ou si vous connaissez des sites web de qualité traitant du thème abordé ici, merci de compléter l'article en donnant les références utiles à sa vérifiabilité et en les liant à la section « Notes et références ».
Les zones insulaires non interconnectées au réseau électrique métropolitain français (ZNI), parfois appelées « système électriques insulaires » (SEI) ou « petits systèmes isolés », est une notion de droit français. 
Les ZNI désignent les îles françaises dont l’éloignement géographique empêche ou limite une connexion au réseau électrique continental. Ces territoires présentent des particularités qui ont appelé une législation spécifique.  

## Liste des ZNI
Sont considérés comme « ZNI » : 
- La Corse ;
- les DROM : Guadeloupe, Martinique, Guyane, La Réunion, Mayotte ;

- les COM : Saint-Pierre-et-Miquelon, Saint-Martin, Saint-Barthélemy, la Polynésie française, Wallis-et-Futuna ;

- la collectivité sui generis de Nouvelle-Calédonie ;

- les îles du Ponant et Chausey.

La gestion du système électrique dans les ZNI est assurée : 
- par Électricité de France en Corse, Guadeloupe, Guyane, Martinique, Réunion, Saint-Pierre et Miquelon, Îles du Ponant et Chausey ;
- par EDM à Mayotte ;
- par Enercal et Électricité et eau de Calédonie en Nouvelle Calédonie ;
- par Électricité de Tahiti en Polynésie Française ;
- par EEWF à Wallis-et-Futuna.

## Équilibre offre/demande en électricité et coûts de production
L’isolement des ZNI (qui empêche les connexions à un réseau électrique continental) et leurs spécificités géographiques (qui limitent la taille des outils de production) conduisent à :
- des coûts de production bien plus élevés qu’en métropole. Ainsi, le coût de revient de l’énergie dans les ZNI est deux fois plus important qu’en France métropolitaine continentale[2].
- une sensibilité des réseaux aux variations rapides de consommation ou de production électriques : l’équilibre offre-demande en électricité est une préoccupation constante dans les ZNI.

L’électricité se stockant difficilement, les ZNI doivent assurer un équilibre permanent entre leur production d’énergie et leur consommation : elles ne peuvent pas, comme sur les continents, être connectées à d’autres pays ou territoires et échanger de l’électricité (à une exception près, la Corse, connectée à la Sardaigne et l'Italie continentale). Toute l’électricité produite est consommée sur place et toute celle qui est consommée a été produite sur place. 
Comme en métropole continentale, la consommation électrique affiche chaque année une tendance à la hausse, en raison notamment du développement des usages électriques (climatisation, ventilation, informatique…) et d’une augmentation démographique.
Les habitants des ZNI consomment en moyenne près de deux fois moins que ceux de France métropolitaine : la consommation annuelle moyenne en 2009 d’un métropolitain continental est de 2 330 kWh, contre 1 259 kWh pour un Réunionnais par exemple. Ceci s'explique en partie par l'absence de chauffage électrique (la consommation de chauffage résidentiel représentant 27%, la consommation d'un métropolitain est de 1770kWh par an), et par des équipements et des revenus moindres. La consommation totale par habitant (en incluant la consommation des entreprises) est d'environ 4000kWh par an, soit moitié moins que sur la métropole[réf. nécessaire], ce qui s'explique par un moindre développement industriel.
La problématique de l’équilibre offre/demande en électricité dans les ZNI est accentuée par le développement des énergies dites « intermittentes » comme l’éolien ou le solaire. Ces sources d’énergie dépendent des conditions climatologiques et ne peuvent être garanties : leur injection sur le réseau électrique est source de fragilité. En cas de déséquilibre trop important entre l’offre et la demande en électricité, le gestionnaire du réseau peut être conduit à effectuer des délestages pour limiter les risques de black-out (coupure d’électricité généralisée)[réf. nécessaire].

## Système compensatoire du surcoût de l’électricité
Pour compenser les surcoûts de l’électricité dans les ZNI et éviter les inégalités au sein de la population française, l’État et l’Union européenne ont mis en place un certain nombre de mesures. Les pouvoirs publics ont notamment instauré la « contribution au service public de l’électricité » (CSPE). Cette taxe, payée par tous les Français, contribue au financement du surcoût de production de l’électricité consommée en Corse, dans les départements d’outre-mer, à Mayotte, à Saint-Pierre et Miquelon et dans les îles du Ponant.
La CSPE représente près de 10 milliards d'euros par an, soit près de 150 € par habitant dont 22 % est utilisé pour financer les ZNI, ce qui représente environ 800 € par habitant des ZNI (couvrant environ 2,5 millions de personnes), et environ 200€ par MWh (la consommation totale de ces zones étant de 9800 GWh par an).
Une dérogation européenne vise également à garantir la production d’énergie et l’accès à l’électricité en empêchant l’ouverture à la concurrence du marché de l’énergie dans les ZNI.

## Projets en cours
L’énergie nucléaire étant absente des ZNI, la plus grande partie de l’énergie produite est assurée par des centrales thermiques.
Des nouvelles centrales sont en cours de construction : 
- à Port Est à La Réunion ;
- à Bellefontaine en Martinique ;
- de Pointe Jarry en Guadeloupe[9];
- à Lucciana en Corse[10] ;
- à Saint-Pierre à Saint-Pierre et Miquelon[11] ;
- à Saint-Barthélemy.

D’autres projets concernent les énergies renouvelables :
- le projet Pégase à la Réunion, pour mieux intégrer les énergies renouvelables intermittentes sur le réseau grâce à un meilleur stockage et des outils de prévision météo plus efficaces[12];
- le projet de Station de transfert d’énergie par pompage d’eau de mer (STEP marine) aux Antilles et à la Réunion[13];

Le développement des smart grids (ou réseaux électriques intelligents) doit aussi permettre aux ZNI de faire face à l'augmentation de la consommation électrique :
- le projet Millener, mené par un consortium autour d’EDF en Corse, à la Réunion et en Guadeloupe[14], pour améliorer l’intégration des énergies renouvelables au réseau électrique ;
- le déploiement en Martinique de compteurs pilotés à distance sur les centrales de production[15] ;
- le projet de micro-réseaux pour l’alimentation des villages isolés dans les communes de l’intérieur en Guyane[réf. souhaitée]

En juillet 2017, un nouveau dispositif électrique microgrid solaire est inauguré dans le cirque de Mafate par la start-up Powidian et EDF-SEI (direction des Systèmes énergétiques insulaires).